# Neoliberalisme
Típicament, el terme neoliberalisme es refereix a la filosofia politicoeconòmica que propugna la mínima intervenció d'organismes estatals sobre l'economia i la política. Així el paper de l'estat es redueix a garantir les llibertats individuals.
Es focalitza en els mètodes de lliure mercat, en la disminució de les restriccions a les operacions de les empreses, i en l'establiment dels drets de propietat. Quant a la política internacional, el neoliberalisme a les relacions internacionals proposa l'obertura comercial per qualsevol mètode possible, fins i tot a través d'intervencions de caràcter militar; l'obertura comercial es refereix a l'adopció de tractats de lliure comerç i la divisió internacional del treball, cap a una integració econòmica.

## Història
El neoliberalisme ha estat un corrent de pensament econòmic i polític predominant en la política aplicada des de començaments de la dècada de 1970, consolidat durant els anys 80 i 90 del segle xx i encara plenament vigent avui dia. Encara que s'origina en l'etapa següent a la Segona Guerra Mundial i és hereu de les teories neoclàssiques de finals del segle xix, no és fins als anys 70 quan s'imposa a nivell internacional.
Després de la Segona Guerra Mundial, Europa presenta un creixement econòmic. Entre el 1969 i el 1971 es presenta un fenomen conegut com a estagflació, generant una greu crisi penetrant especialment en els països capitalistes dependents (tercermundistes) i afectant greument els socialistes. Des de principis dels anys 80, el liberalisme va tornar a considerar-se com l'única manera adequada de governar. Era el nou liberalisme: el neoliberalisme. Els governs de Margaret Thatcher, a la Gran Bretanya, i de Ronald Reagan, als Estats Units, van canviar recuperant les velles idees liberals i les van aplicar a l'economia domèstica. Margaret Thatcher va justificar el seu programa amb una paraula, TINA: There is no Alternative. El valor central de la doctrina de Thatcher, i el neoliberalisme en si mateix, és la noció de competència entre les nacions, regions, empreses i, per descomptat, individus.
Els Estats Units, Europa i el Japó inicien processos d'estabilització econòmica, disminuint càrregues fiscals, retallant despeses socials, facilitant l'intercanvi amb l'exterior i s'aprofundeix la divisió internacional del treball: es creia que amb aquestes mesures el món estava a punt per a la seva fase de creixement.

## Principis Fonamentals
El neoliberalisme refusa la possibilitat d'una intervenció positiva de l'estat en l'economia, i centra el progrés econòmic i fins i tot, en casos extrems, la justícia social, en el foment del lliure mercat i la reducció de les restriccions a les decisions de les empreses. Els seus defensors afirmen que els guanys nets obtinguts mitjançant l'intercanvi en el lliure mercat capitalista superen els costos en tots els casos.
Segons el neoliberalisme, la liberalització permet distribuir la riquesa, amb un comerç sense monopolis ni oligopolis, amb la intenció de millorar la productivitat. Impulsa la inversió de capital en béns i serveis per a baixar el preu de mercat del producte (per exemple en transports i mà d'obra barata) i fa augmentar el consum amb el mecanisme del lliure mercat. Els principis bàsics, doncs, són:
- L'estat no ha d'intervenir en la regulació del comerç exterior ni en els mercats financers. La lliure circulació de capitals garanteix l'assignació més eficient dels recursos a nivell internacional.
- L'estat no ha de competir amb la iniciativa privada. Tots aquells serveis que puguin ser oferts pel sector privat han d'ésser privatitzats.
- El dèficit públic és perjudicial per a l'economia, ja que absorbeix estalvi privat, fa augmentar els tipus d'interès i disminuir la inversió privada.
- La protecció social garantida per l'estat del benestar i les polítiques redistributives són negatives per al desenvolupament econòmic.
- La regulació del mercat de treball des de qualsevol altre organisme que no siguin les mateixes empreses, és intrínsecament negativa, ja que impedeix arribar al salari d'equilibri (equilibri entre l'oferta i la demanda de treballadors).